# Nepals damlandslag i volleyboll
Nepals damlandslag i volleyboll representerar Nepal i volleyboll på damsidan. Laget organiseras av Nepal Volleyball Association.. Laget har deltagit i ett fåtal internationella tävlingar som täckt delar av Asien (CAVA-mästerskapen och Sydasiatiska spelen) samt i asiatiska spelen 2022. 

### Fotnoter
1. ↑  ”Welcome to VFI” (på engelska). Volleyball Federation of India. https://www.volleyballindia.com/INT%20NL%20EVENTS/2016%20sag/SAG%202016.htm. Läst 14 januari 2025.
2. ↑  ”Volleyball - South Asian Games Nepal 2019” (på engelska). Sydasiatiska spelen. https://www.13sagnepal.com/sport/volleyball/#overview. Läst 15 februari 2023.
3. ↑  ”Nepal capture asian senior women's central zone championship with unbeaten record” (på engelska). Asian Volleyball Confederation. https://asianvolleyball.net/new/nepal-capture-asian-senior-womens-central-zone-championship-with-unbeaten-record/. Läst 12 februari 2023.
4. ↑  hamrokhelkud (18 maj 2023). ”CAVA Women's Challenge Cup 2023” (på engelska). https://www.hamrokhelkud.net/tournaments/cava-womens-challenge-cup-2023/. Läst 18 januari 2025.
5. ↑  Preechachan (29 maj 2023). ”INDIA ROUT KAZAKHSTAN IN STRAIGHT SETS TO REIGN SUPREME OVER CAVA WOMEN’S VOLLEYBALL CHALLENGE CUP” (på engelska). Asian Volleyball Confederation. https://asianvolleyball.net/new/india-rout-kazakhstan-in-straight-sets-to-reign-supreme-over-cava-womens-volleyball-challenge-cup/. Läst 23 oktober 2023.